# Mary (pigenavn)
 For alternative betydninger, se Mary. (Se også artikler, som begynder med Mary)
Mary er et pigenavn og den engelske form af pigenavnet Maria. 
I 2015 hed flere end 14.800 danske kvinder Mary. Navnet havde i Danmark sin største popularitet i Østjylland i årene 1900-09. 
På USAs navnebarometer kommer Mary på 120. plads.  Det var det mest populære døbenavn for piger i USA fra 1879 til og med 1946  og nåede en top i 1961, hvorefter navnet har oplevet en stærkt dalende popularitet. 